# New Galloway (circonscription du Parlement d'Écosse)
New Galloway était un burgh royal qui a élu un Commissaire au Parlement d'Écosse avant 1707.

## Circonscription
New Galloway dans le Stewartry de Kirkcudbright est devenu un burgh royal par charte de Charles I en 1630, et cela a été confirmé par une loi du Parlement en 1633.

## Liste des commissaires de burgh
- 1633-1644: Robert Gordon de Knockbrex[2]
- 1661–1663, 1667 convention, 1669–1674: Robert Dickson de Bughtrig[3]
- 1685-1686: Robert Alexander, marchand[4]
- 1689 convention, 1689-1690: James Gordon de Craichlaw (mort en 1690)[5]
- 1690-1702: Hugh Dalrymple de North Berwick[6]
- 1703-1707: George Home de Whitfield[7]